# 馬熱里角
66°49′S 141°23′E / 66.817°S 141.383°E
馬熱里角（Cape Margerie），是南極洲的海岬，位於阿黛利地，處於穆斯角和拉克魯瓦冰原島峰之間，以法國的地理學家命名，現時由南極條約體系管理。